# 首都高速神奈川3號狩場線
首都高速神奈川3號狩場線（日语：／ Shuto kōsoku Kanagawa 3 gō Kariba sen */?）是日本首都高速道路路線，自神奈川縣橫濱市中區的本牧系統交流道至保土谷區狩場系統交流道。
本牧系統交流道-石川町系統交流道為神奈川縣道147號高速橫濱羽田機場線、石川町系統交流道-狩場系統交流道為橫濱市道高速2號線。

## 出入口
- 雖然此公路命名為「狩場線」，但無法使用橫濱新道（日语：横浜新道）/橫濱橫須賀道路的狩場IC（日语：狩場インターチェンジ）。
- 全線位於日本神奈川縣橫濱市內。

| 出入口編號 | 中文設施名   | 日文設施名                 | 英文設施名 | 接續路線名                                                              | 起點起計（公里） | 備註                                                        | 所在地   |
| ---------- | ------------ | -------------------------- | ---------- | ----------------------------------------------------------------------- | ---------------- | ----------------------------------------------------------- | -------- |
| -          | 本牧JCT      |                            |            | 首都高速灣岸線                                                          | 0.0              |                                                             | 中區     |
| 351        | 新山下出入口 |                            |            | 山下公園、中華街、元町方向                                              |                  | 灣岸線、羽田方向出入口 幸浦、杉田方向不能通行 入口為ETC專用 | 中區     |
| 352        | 新山下出入口 | 本牧埠頭、中華街、元町方向 | 1.5        | 橫濱站東口方向出入口 入口為ETC專用                                      |                  |                                                             | 中區     |
| 354        | 山下町出口   |                            |            | 山下公園、中華街、元町方向                                              | 1.5              | 來自橫濱站東口方向的出口 來自狩場線不能使用                 | 中區     |
| 353        | 石川町入口   |                            |            |                                                                         | 2.3              | 往灣岸線方向的入口                                          | 中區     |
| -          | 石川町JCT    |                            |            | 首都高速神奈川1號橫羽線 E83 第三京濱道路、橫濱站東口方向                | 2.3              |                                                             | 中區     |
| 356        | 阪東橋出入口 |                            |            | 橫濱市道幹第6號線 橫濱市道9,10整理地區方向第16號線 （關內站、市廳方向） | 4.5              | 永田、橫濱橫須賀道路方向出入口                              | 中區     |
| 356        | 阪東橋出入口 | 南區                       |            | 橫濱市道幹第6號線 橫濱市道9,10整理地區方向第16號線 （關內站、市廳方向） | 4.5              | 永田、橫濱橫須賀道路方向出入口                              |          |
| 357        | 花之木出入口 |                            |            | 神奈川縣道218號彌生台櫻木町線（入口） 橫濱市道幹第6號線（出口）         | 5.1              | 灣岸線、羽田方向出入口                                      |          |
| 359        | 永田出入口   |                            |            | 橫濱市主要地方道84號保土谷宮元線                                        | 6.5              | 灣岸線、羽田方向出入口                                      |          |
| -          | 狩場TB       |                            |            | -                                                                       |                  |                                                             | 保土谷區 |
| -          | 狩場JCT      |                            |            | E83 橫濱新道 / E16 橫濱橫須賀道路                                       | 8.6              |                                                             | 保土谷區 |

## 历史
作為處理橫濱港和橫濱市中心交通流量的放射狀路線，並可透過狩場交流道連接橫濱新道與湘南方向，透過保土谷繞道連結東名高速道路與相模原市、多摩方向，透過橫濱橫須賀道路（計畫時稱南橫濱繞道）連結三浦半島方向，以及連接首都高速橫羽線往東京方向的路線，於1970年（昭和45年）11月2日以「橫濱國際港都建設計畫道路第3號中央線（1972年〈昭和47年〉3月10日更名為「橫濱國際港都建設計畫道路1.4.3中央線」）」的名稱通過都市計畫，1971年（昭和46年）11月8日公告動工。從丘陵路段與中村川的池下橋（掘割川分流處上游側、阪東橋出入口附近）往上游陸續動工，但久良岐橋（同分流處下游側）至龜之橋（石川町站附近）遭受強力反對運動影響，工期長期延宕。石川町系統交流道至新山下出入口區間於1978年（昭和53年）動工，1984年（昭和59年）2月2日與橫羽線橫濱公園出入口至石川町系統交流道開通。1984年（昭和59年）春季與地方取得共識，1987年（昭和62年）2月全面動工。在施工期間，雖向地方提出設置聯合接收設施以因應電磁干擾，並提供墓地班遷補償、日照權補償等措施，但也出現了移動停泊船隻與處置沉沒船隻等本道特有的問題。1989年（平成元年）9月27日，新山下出入口至本牧系統交流道、經灣岸線大黑系統交流道至大黑線生麥系統交流道區間開通。1990年（平成2年）3月20日，狩場系統交流道至石川町系統交流道區間開通，動工20年後全線開通。全線開通前的3月11日開放阪東橋出入口至永田出入口區間舉辦包含遊戲、兒童繪畫展、攤販、跳蚤市場等活動的「Highway Festival」。由於天氣晴朗，吸引了超過預估人數四倍的遊客參訪。

## 構造
道路主要可分為中區山下町至南區南太田二丁目的平地路段，以及南太田二丁目至保土谷區狩場町的丘陵路段。除石川町系統交流道內的匝道外，全線為上下線各2車道，最小曲率半徑200公尺，設計速度60km/h。

### 平地路段
平地路段全為高架構造，大多位在中村川上方。動工前河寬約在27 - 28公尺左右，但在進行護岸整建後縮小至22公尺，以確保橋台用地。中村川在關東大地震後從大正至昭和初期修復的十多座橋樑在建設省與橫濱市委託下進行翻新。中村川左岸的上行線側在都市計畫分區屬於商業地域，右岸則是近隣商業地域，低層住宅密集，然而右岸側後方120 - 200公尺處的50公尺高崖可能會反射噪音。加上鄰近橫濱市立大學醫院與橫濱市立中村特別支援學校等需要特別安靜的設施，因此必須考慮噪音的管控。該區間大至呈東西向，為了防止陽光遮擋，需要盡可能壓低隔音牆高度。因此，此段使用了用於新幹線、與1.5公尺傳統隔音牆同等效果的干渉型隔音牆，並在二層構造高架橋的上層部下方設置吸音板。
石川町系統交流道至山下町出口側稱作堀川筋高架橋，花之木出入口側稱作中村川筋高架橋、堀川筋高架橋在1983年獲選土木學會田中獎

### 丘陵路段
從南太田站附近跨越京濱急行線路至狩場交流道約3.4公里區間是標高40 - 60公尺的丘陵地帶，由路塹構造與U字谷中小型橋梁所組成。周邊一帶是住宅區，車道兩側設有20公尺寬的環境設施帶。為確保行駛車輛的側面空間，並縮小開口以抑制噪音，路塹牆選擇坡率1:0.5、上方有突出床板的鋼筋混凝土製「傾斜式擋土牆」。由於用地限制，沿線都設有高聳擋土牆，但為了減緩壓迫感，使用了「切石層砌」的裝飾。南太田二丁目至清水丘的谷地原先考慮剛架橋與樑橋，但因景觀與地質因素選擇長75公尺的RC拱橋，下方為兒童公園。
貫穿路塹的橋樑共有16座。瀨戶谷町周邊由於過度開發，缺乏公園等空間，因此由公團與市府共同建設永久橋，並將部分橋寬做為廣場。清水丘公園與狩場收費站下行線側的瀨戶谷公園市設於本線上方平台的公園。通過路塹上方的彌生橋上行線側有「波浪與海鷗」、下行線側有「木與風」為意象的浮雕，永田出入口隧道上方則有狗與兔子為意象的鐵製面板做為裝飾。隔音牆在本線側為了減輕壓迫感，在白色色底加入了綠色線條。道路外側則奶油色底加上淡綠色線條，部分區間則使用了聚碳酸酯製成的透光板。
狩場收費站附近的地下設有讓過載車輛退出的上行往下行迴轉道。永田 - 花之木間上行線的清水丘公園附近有融雪劑儲藏庫與附屬車位組成的管理設施。
丘陵路段的植栽設計分為四大部分，京濱急行交會處至清水丘拱橋是山茶花與茶梅組成的「月之區」，清水丘公園至山之手高架橋是使用金木樨、瑞香與歐丁香等充滿花香的「風之區」，保留較多林地的山之手高架橋至永田高架橋之間是青木與莢蒾等誘鳥木為主的「鳥之區」。永田高架橋至狩場交流道的「花之區」因有收費站與系統交流道匝道等人工建物，因此以櫻花為中心進行綠化。

## 交通量
24小時交通量（台）　道路交通調查
| 區間                                        | 平成17（2005）年度 | 平成22（2010）年度 | 平成27（2015）年度 |
| ------------------------------------------- | ------------------ | ------------------ | ------------------ |
| 本牧系統交流道 - 新山下出入口               | 66,393             | 63,841             | 60,895             |
| 新山下出入口 - 山下町出口                   | 66,393             | 74,336             | 74,432             |
| 山下町出口 - 石川町系統交流道、石川町入口   | 71,600             | 74,840             | 74,887             |
| 石川町系統交流道、石川町入口 - 阪東橋出入口 | 71,600             | 65,579             | 62,687             |
| 阪東橋出入口 - 花之木出入口                 | 71,600             | 76,459             | 72,826             |
| 花之木出入口 - 永田出入口                   | 71,600             | 70,715             | 67,729             |
| 永田出入口 - 狩場系統交流道                 | 71,600             | 67,448             | 64,477             |

（來源：「平成22年度道路交通センサス （页面存档备份，存于）」・「平成27年度全国道路・街路交通情勢調査 （页面存档备份，存于）」（國土交通省網頁））
- 令和2年度預定實施的交通量調査因嚴重特殊傳染性肺炎的影響而延期[22]。

## 圖片

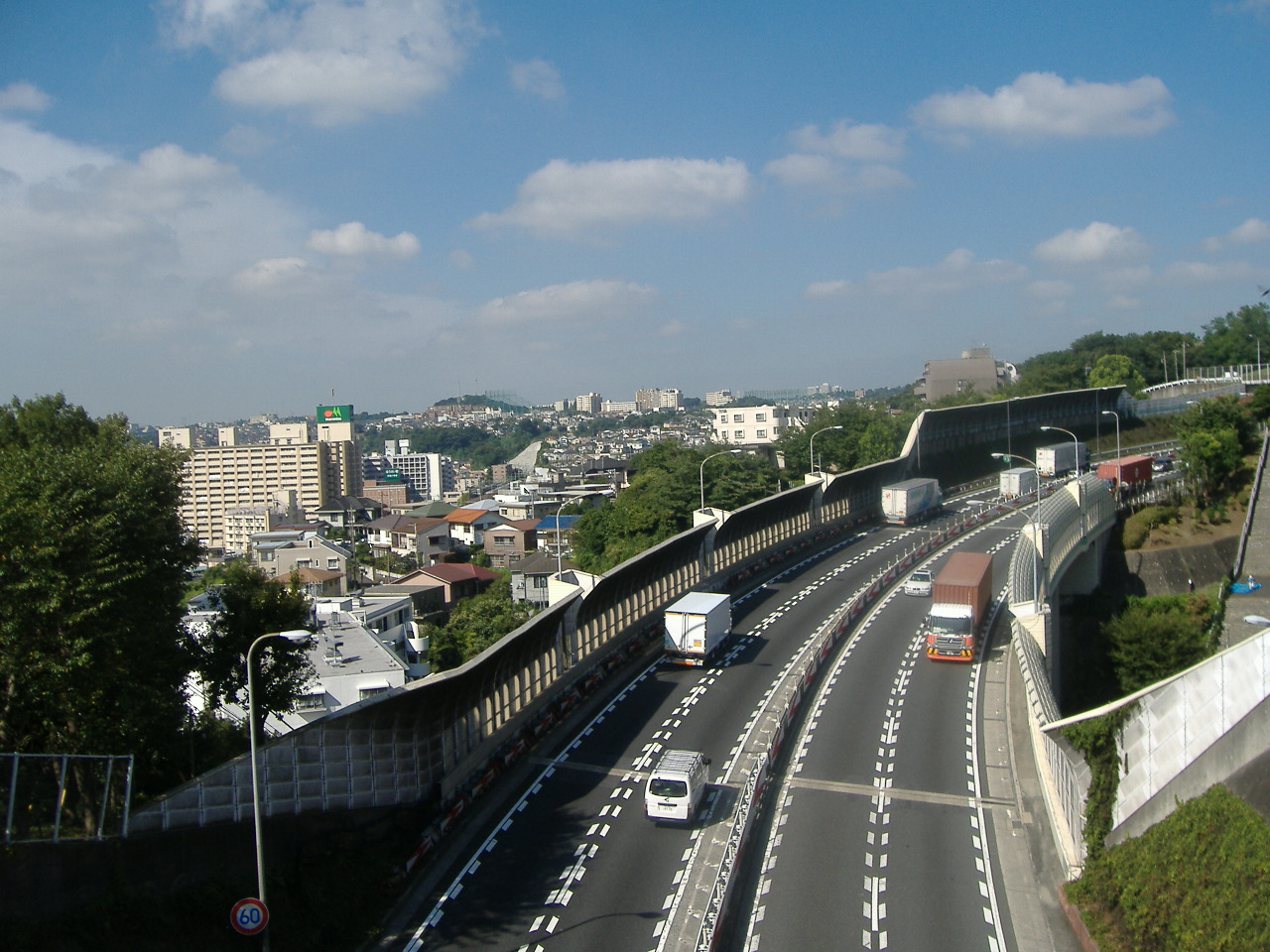
花之木～永田。遠方為狩場方向。全區間上下雙向各2車道。
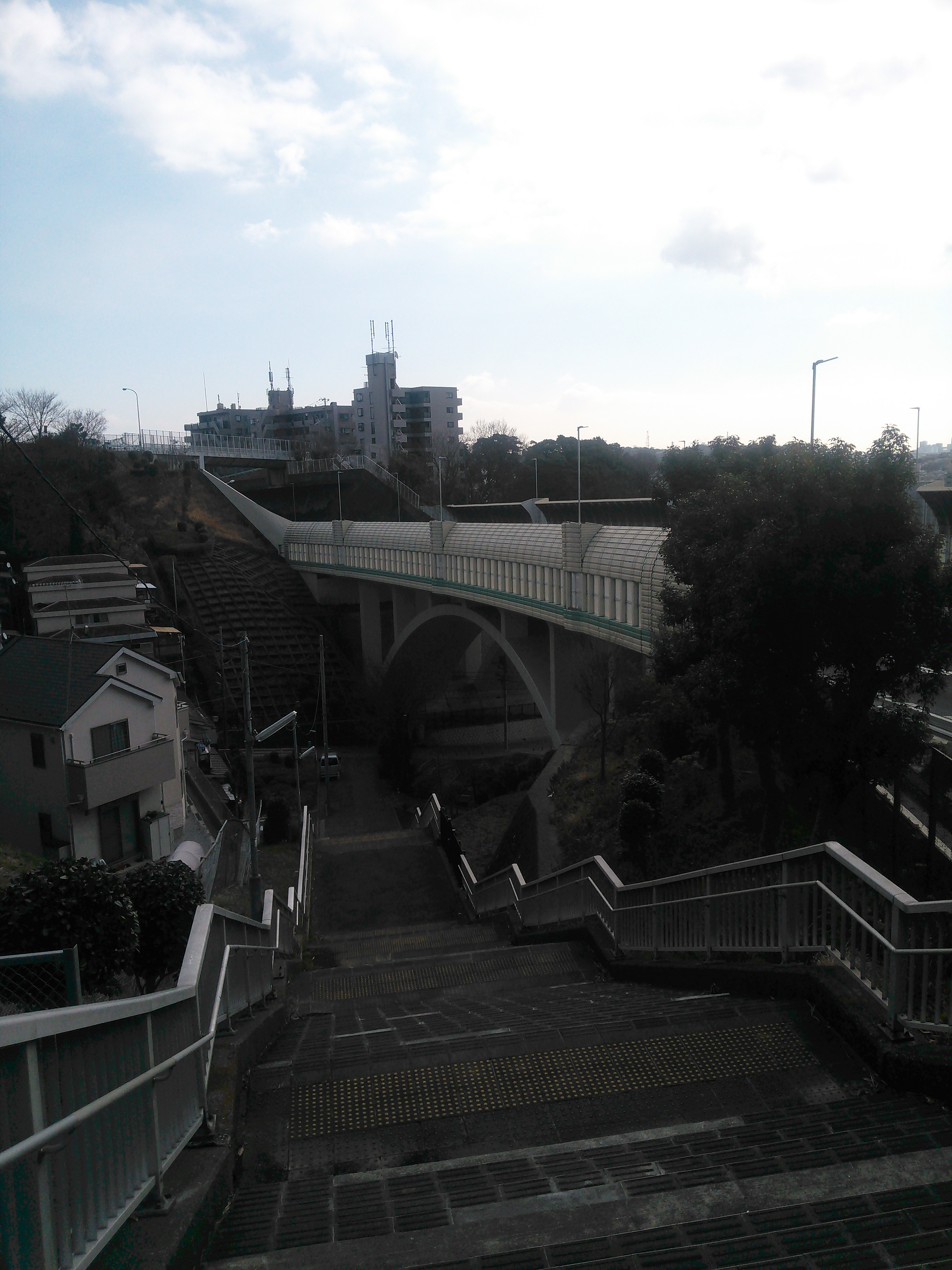
清水丘拱橋。隔音牆部分使用透光板。
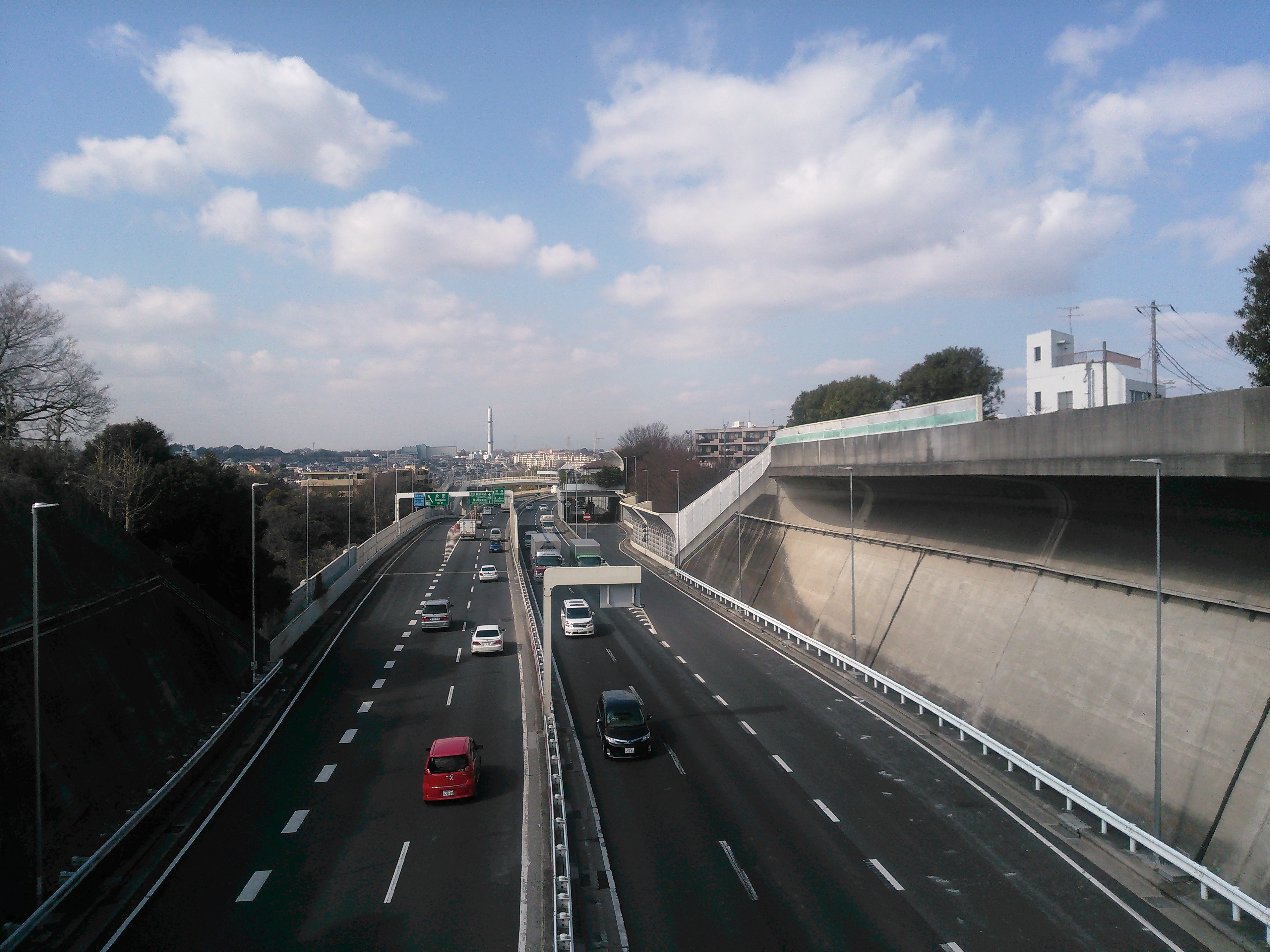
永田附近。右側是傾斜的「傾斜式擋土牆」。
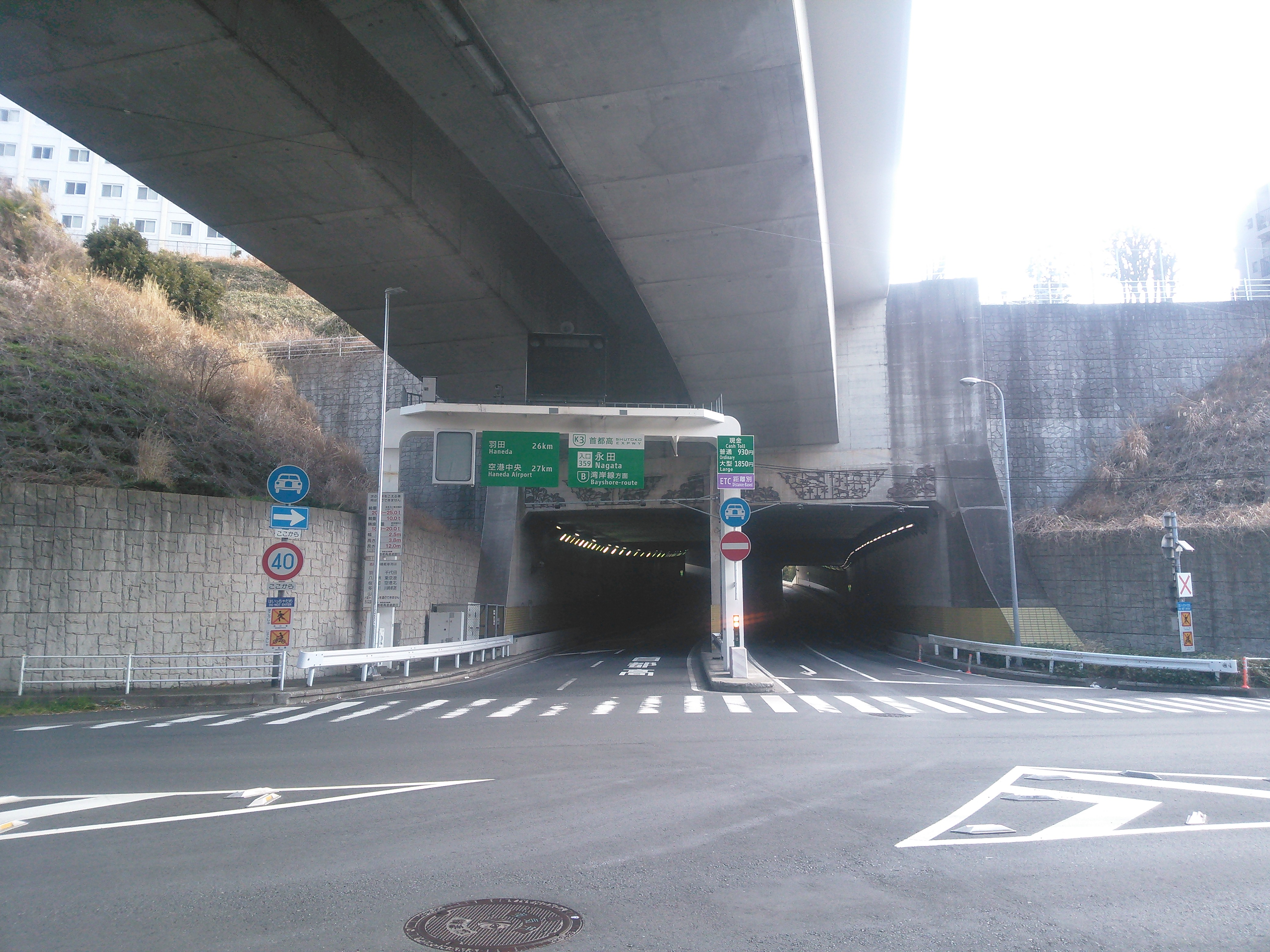
永田出入口。

## 外部連結
- 首都高速道路株式會社 （页面存档备份，存于）